# プラハ - コリーン線
プラハ - コリーン線（チェコ語;Železniční trať Praha–Kolín）は、チェコ国鉄の鉄道線の名称である。路線番号は011。
010号線、230号線のプラハ近郊区間に相当する。

## 歴史
1840年頃オーストリア帝国財務庁（Hofkammer）の総裁であったフォン・キューベク（Karl Freidrich von Kübeck, 1790~1855）はボヘミア地方の産業発展と軍事輸送の目的で国有鉄道の導入に努力した。1836年に法律家のリヒトナーがプラハ - ブリュン間の鉄道建設許可を受けたが、資金調達ができなかった。それでもその建設許可は皇帝フェルディナント北部鉄道（Kaiser-Ferdinants-Nordahn, KFNB）が同じ区間の建設許可を受けるのを防止した。その状況でロートシルトとメッテルニヒはヴォン・キューベクに鉄道運営を民間企業に任せるのを説得した。1841年12月にヴォン・キューベクの方案が認可されて、ヴォン・フランツェスコニ（Hermenegild von Francesconi, 1795~1862）が建設監督に任命された。1842年8月3日に北部帝国鉄道（k.k. Nördlische Staatbahn, NStB）のオルミュッツ - プラハ区間の建設工事が取り決まって、同年9月4日に開始された。
1845年9月1日にオルミュッツ - プラハ区間が開通されて、この路線はその区間の一部である。オルミュッツ駅では別の建物が設備されて、契約によりKFNBが路線運営を担当した。しかし車両限界などの問題で北部帝国鉄道は1850年5月1日に運営権を直接引き受けた。メッテルニヒの亡命とロートシルトの没落以降の状況をシナス男爵（Georgios Sinas, 1783~1856）が利用してフランス系クレジット・モビリエ銀行（Crédit mobilier）に援助を求めて、さらに財務大臣のヴォン・バウムガルトナー（Andreas von Baumgartner, 1793~1865）は皇帝に国営鉄道の売却を提案した。1854年10月22日にシナスはアルンシュタイン＝エスケレス銀行などと共にコンソーシアムを組んで、「鉄道建設、鉱山、製鋼、国有地、林業に関する予備認可」を獲得した。1855年1月にそのコンソーシアムが帝国特認オーストリア国有鉄道会社（k. k. privilegierte österreichische Staatseisenbahn-Gesellschaft, StEG）の名称でNStB路線の運営権を引き受けた。

## 運行形態
特急以上は010号線、020号線、230号線を参照。

### 快速「スピェシニー(Sp)」
- ヴルフリツェ号：　プラハ本駅 - コリーン - クトナーホラ　【平日運行】
朝と午後以降限定で、一時間あたり2本で運行する。うち半数が、コリーン以東230号線に直通する。東行は全列車がポルジーチャニ以東の各駅に停車するが、西行は半数がノヴァー・ヴェスとタッツェを通過する。
過去の運行状況
2018年以前は、一日2往復の運行であった。また、プラハ・マサリク駅発着であった。停車駅も少なく、ブロド以東はペチキ、コリーン停留所にのみ停車していた。
2018年末に、一日4往復に増発された。朝にプラハ行が、夕方にクトナーホラ行が、1時間間隔で運行していた。コリーン以東230号線に直通する様になった。
2020年春以降、230号線への直通をとりやめ、コリーン発着となった。
2023年度7月より、再びクトナーホラへの直通を再開した。
2025年度より、上下とも朝と午後以降に毎時2本運行する様になった。ポルジーチャニ以東の各駅が停車駅に追加された。

- チェスキー・ラーイ号：　プラハ・マサリク駅 - ポルジーチャニ - トゥルノフ　【春・夏の休日運行】
春・夏の土曜日・休日に一日1往復の運行。ポルジーチャニ以北は060号線に直通する。上下ともポルジーチャニとブロドを通過する。
過去の運行状況
2017年以前は、プラハ方面行片道1本のみ、春・夏のみの運行であった。
2017年末に、一日1往復の運行となった（トゥルノフ方面行はヴルショヴィツェ始発）。
2018年末に、秋・冬の休日も運行する様になった。
2019年末に、プラハ・マサリク駅発着に変更された。
2020年末に、秋・冬の休日はプラハ行片道1本のみの運行となった。
2021年末に、秋・冬のプラハ行が運行休止となった。

- 過去の運行系統
  - シェンベラ号：　ニンブルク → ポルジーチャニ → プラハ・マサリク
2018年以前に運行していた。2018年度は、マサリク駅に乗り入れず、プラハ本駅経由でプラハ・スミーホフ駅に乗り入れていた
  - ヴルフリツェ号：　プラハ本駅 - コリーン - クトナーホラ　【平日運行】
2018年末に、平日の一日1往復が運行を開始した。朝に下りが、夕方に上りが運行していた。コリーン以東は230号線に直通していた。リベニを経由せず、途中ヴルショヴィツェを経由するルートとなっていた[3]。当初、下り列車はサーザヴァ号を称し、ターボル発クトナーホラ行で221号線、230号線に直通していた。上り列車はマサリク駅終着であった。当初は、プラハ本駅 - コリーン間ノンストップであった。
2020年度は、上り列車もプラハ本駅着となった。
2020年末に、下り列車がプラハ本駅発に短縮された。2021年春以降、クトナーホラへの直通をとりやめ、コリーン発着となった。
2023年7月より、再びクトナーホラまで直通を再開した。
2024年度より、停車駅にブロド、ペチキ、コリーン停留所が追加された。
2025年度より、リベニ経由の列車の増発に伴い、置き換えられる形で休止。

### 普通
- プラハ・マサリク - コリーン　※チェコ鉄道による運行
30分間隔で運行し、半数がプラハ・マサリク～コリーン間、残り半数がプラハ・マサリク～チェスキー・ブロド間の運行となっている。深夜は、一部がプラハ本駅発着となる。

- (ヴルショヴィツェ - ) プラハ本駅 - ウーヴァリ　※レギオジェット社による運行
平日は、プラハ本駅 - ウーヴァリ間で毎時2本の運行。休日は、221号線に直通し、ヴルショヴィツェ - ウーヴァリ間に毎時1本運行する。
2024年度以前は、チェコ鉄道が運行していた。また、朝と夕方中心の運行の運行で、171号線に直通し、ベロウン・ルジェヴニツェ～プラハ本駅～チェスキー・ブロドの運転系統であった（2015年以前はウーヴァリ止まりであった）。

### 臨時列車
- チェスキー・ライ号（快速）
2017年以前、夏季のみ年5日、ヴルショヴィツェ - プラハ本駅 - ブロド - トゥルノフ間に、一日1往復運行していた。プラハ市内は221号線に、ポルジーチャニ以東は060号線に直通していた。快速と同じ停車駅で、ポルジーチャニは通過していた。2018年度は、準定期列車として、春～夏に渡って休日運行される。

- ポサーザフスケー・リンキ号（快速）
蒸気機関車。年1日のみ、ブラニーク → プラハ本駅 → リベニ → カーツォフ間に、片道1本のみ運行する。プラハ本駅以西は210号線に、リベニ以東は091号線に直通する。2017,18年運行。

- 聖アグネス祭号（快速）
蒸気機関車。夏の年1日のみ、ブラニーク - プラハ本駅 - コリーン - ジレビ間に、1往復のみ運行する。プラハ本駅以西は210号線に、コリーン以東は230号線に直通する。途中ブロドに停車し、ジレビ方面行に限りヴェリムにも停車する。リベニは上下とも通過する。2018年運行。

### 過去の運行種別
- 快速「LEOエクスプレス・テンダーズ(LET)」
  - LEOエクスプレス・オルリツェ号：　リフコフ → ウースチー → プラハ　【平日運行】
2019年末に運行を開始した。当時は平日1往復、金曜日1.5往復、土曜日2往復、日曜日2.5往復の運行であった。コリーン以東は010号線に直通していた。コリーン - リベニ間ノンストップであった。LEOエクスプレス・テンダーズ社が運行していた。
2020年末に、平日・土曜1往復、日曜日2往復に減便された。
2021年末に、平日のプラハ行のみ、片道1本の運行となった。
2025年度より、超特急「バルチック・エクスプレス」の運行開始に伴い、代替される形で休止。

## 駅一覧
以下では、チェコ国鉄011号線の駅と営業キロ、停車列車、接続路線などを一覧表で示す。コリーン～プラハ間については、特急停車駅のみ掲載。
- 種別
  - IC、ECなど超特急については省略。010号線を参照。
  - R：特急
  - LET：快速「LEoエクスプレス・テンダーズ」
  - Sp：快速
  - Os：普通
- 停車駅
  - ■印：全列車停車
  - ●印：一部通過
  - ｜印：全列車通過

### コリーン～プラハ・マサリク間
| 路線名 | 駅名                           | 駅間営業キロ | 累計営業キロ       | 累計営業キロ     | R  | Sp | Os | 接続路線 | 所在地         | 所在地     |
| ------ | ------------------------------ | ------------ | ------------------ | ---------------- | -- | -- | -- | --- | -------------- | ---------- |
| 011    | コリーン駅                     | -            | ウィーンから 347.7 | コリーンから 0.0 | ■  | ■  | ■  | 010号線（トルジェボヴァー方面） 014号線（レデチコ方面）、230号線（ハヴリーチクーフ・ブロド方面） 231号線（ウースチー・ナド・ラベム/ルンブルク/トルトノフ方面） | 中央ボヘミア州 | コリーン郡 |
| 011    | コリーン停留所                 | 1.6          | 349.3              | 1.6              | ｜ | ■  | ■  | | 中央ボヘミア州 | コリーン郡 |
| 011    | ノヴァーヴェス・ウ・コリーナ駅 | 4.1          | 353.4              | 5.7              | ｜ | ●  | ■  | | 中央ボヘミア州 | コリーン郡 |
| 011    | ヴェリム駅                     | 2.4          | 355.8              | 8.1              | ｜ | ■  | ■  | | 中央ボヘミア州 | コリーン郡 |
| 011    | ツェルヘニツェ駅               | 3.4          | 359.2              | 11.5             | ｜ | ■  | ■  | | 中央ボヘミア州 | コリーン郡 |
| 011    | ペチキ駅                       | 4.0          | 363.2              | 15.5             | ｜ | ■  | ■  | 012号線（コウルジム方面） | 中央ボヘミア州 | コリーン郡 |
| 011    | タトツェ駅                     | 3.2          | 366.4              | 18.7             | ｜ | ●  | ■  | | 中央ボヘミア州 | コリーン郡 |
| 011    | ポルジーチャニ駅               | 4.7          | 371.1              | 23.4             | ｜ | ●  | ■  | 060号線（フラデツ・クラーロヴェー方面） | 中央ボヘミア州 | コリーン郡 |
| 011    | クルチョフ駅                   | 2.4          | 373.5              | 25.8             | ｜ | ｜ | ■  | | 中央ボヘミア州 | コリーン郡 |
| 011    | チェスキー・ブロド駅           | 3.5          | 377.0              | 29.3             | ｜ | ●  | ■  | | 中央ボヘミア州 | コリーン郡 |
| 011    | ロストクラティ駅               | 4.6          | 381.6              | 33.9             | ｜ | ｜ | ■  | | 中央ボヘミア州 | コリーン郡 |
| 011    | トゥクラティ駅                 | 2.4          | 384.0              | 36.3             | ｜ | ｜ | ■  | | 中央ボヘミア州 | コリーン郡 |
| 011    | ウーヴァリ駅                   | 3.7          | 387.7              | 40.0             | ｜ | ｜ | ■  | | 中央ボヘミア州 | 東プラハ郡 |
| 011    | クラーノヴィツェ駅             | 4.6          | 392.3              | 44.6             | ｜ | ｜ | ■  | | プラハ市       | プラハ市   |
| 011    | ビェホヴィツェ中駅(*2)         | 3.5          | 395.8              | 48.1             | ｜ | ｜ | ■  | | プラハ市       | プラハ市   |
| 011    | ビェホヴィツェ駅               | 1.2          | 397.0              | 49.3             | ｜ | ｜ | ■  | | プラハ市       | プラハ市   |
| 011    | ドルニー・ポチェルニツェ駅     | 2.2          | 399.2              | 51.5             | ｜ | ｜ | ■  | | プラハ市       | プラハ市   |
| 011    | キイェ駅                       | 2.2          | 401.4              | 53.7             | ｜ | ｜ | ■  | | プラハ市       | プラハ市   |
| 011    | リベニ駅                       | 3.1          | 404.5              | 56.8             | ●  | ■  | ■  | 091号線（ロズトキ/ホスチヴァルジ方面） | プラハ市       | プラハ市   |
| 011    | プラハ・マサリク駅             | 5.3          | 409.8              | 62.1             |    | ■  | ■  | 091号線（ウースチー方面）、232号線（リサー方面） | プラハ市       | プラハ市   |

### リベニ～プラハ本駅間
| 路線名 | 駅名       | 駅間営業キロ | R | Sp | Os | 接続路線 | 所在地   | 所在地   |
| ------ | ---------- | ------------ | - | -- | -- | --- | -------- | -------- |
| 011    | リベニ駅   | -            | ● | ■  | ■  | マサリク駅方面、トルジェボヴァー方面 091号線（ロズトキ/ホスチヴァルジ方面） | プラハ市 | プラハ市 |
| 011    | プラハ本駅 | 5.6          | ■ | ■  | ■  | 070号線（ムラダー・ボレスラフ方面）、090号線（ウースチー方面） 122号線（ルドナー方面）、171号線（ミュンヘン方面） 210号線（ドブルジーシ方面）、221号線（ブヂェヨヴィツェ方面） 231号線（フラデツ方面） 地下鉄C線（ハーイェ方面、ラードヴィー方面） | プラハ市 | プラハ市 |

(*2) 2015年12月開業。